# Чувашский Мелекесс
Чувашский Мелекесс (чуваш. Чăваш Мелеккес) — упразднённая в 1923 году деревня, вошедшая в черту города Димитровград Ульяновской области России. Ныне район «Первомайский» Димитровграда.

## География
Район находится в западной части города, на правом берегу реки Мелекесс и реки Большой Черемшан.

## Этимология
Назван по речке Мелекесс, в прошлом — Мелекес.
Географическое название деревни Чувашский Мелекесс появилось примерно в 1698 году.
Топоним состоит из личного имени Мелей или Мелик и чувашского слова «касы» — «деревня, выселок», что означает — «деревня Мелика».
Гидроним Меля происходит от угро-финского слова «мель», переводится как «глубокий». В этом случае топоним обозначает «селение на реке Меле».
Мелекес имеет и татарское происхождение. В ранних арабских летописях именуется — Мялкес. Во время преследования золотоордынского хана Тохтамыша в 1380 году берега Мялкеса (Мелекеса) посетил Тимурленг (Тамерлан), чтобы поклониться там могилам последователей Магомета.
Приставка в названии «Старый» — по отношении к деревне Новый Мелекесс (в середине XX века вошла в состав Новой Майны) и по отношению к другим селениям на реке Мелекесс, поселившиеся здесь позже.
Приставка «Чувашский» возникла в середине XIX века, когда начали делить по национальному признаку, населявшие данный населённые пункты.
С начала 1900-х гг. название «Мелекесс» получает распространение написание с удвоением конечного «с», как и другие деревни и сёла, такие как: посад Мелекесс, с. Русский Мелекесс, с. Верхний Мелекесс, д. Новый Мелекесс (в середине XX века вошла в состав Новой Майны) и река Мелекесс, так и в соседней Симбирской губернии населённые пункты: Стемасс, Шлемасс, Валгуссы и другие.

## История
Селение Чувашский Мелекесс возник в период между 1695 и 1700 годами, согласно Уставу города принято считать, что основан в 1698 году.
Первое документальное упоминание об этой деревне встречается в «Подлинной межевой книге земель князя Меншикова» и относится к 1706 году. Жители деревни платили ясак, занимались рыбной ловлей, охотой, скотоводством, хлебопашеством.
В 1736 году около Чувашского Мелекесса открылся винокуренный завод Белоусова.
Русский путешественник, естествоиспытатель и лексикограф Иван Иванович Лепёхин в июле—августе 1768 года участвовал в экспедиции Петербургской академии наук, целью которой являлось обследование различных российских провинций с естествоведческой и этнографической точек зрения. В ходе неё он посетил и Симбирский край, в том числе верховья реки Большой Черемшан. В своей книге «Дневные записки путешествия доктора и Академии наук адъюнкта Ивана Лепёхина по разным провинциям Российского государства в 1768 и 1769 году. Часть 1.» он дал этим заводам краткое описание:

Деревня Русский Мелекесс, заведённая на речке того же имени, в 12 верстах от Бряндино; а от Русского Мелекесса лишь 10 вёрст до Чувашского Мелекесса почитается <…> Между Русским и Чувашским Мелекессом находится обширный и густой бор, где заведены огромные казённые винокуренные заводы и построены весьма порядочно и привольно.

На 1780 год деревня Старой Мелекес, крещёных чуваш.
На 1859 год Чувашский Мелекес удельных крестьян, при речке Мелекесе, во 2-м стане, по почтовому тракту из г. Оренбурга в г. Симбирск.
На 1889 год удельная деревня Старый Чувашский Мелекес имение куп. бр. Марковых.
На 1900 год в деревне Старый Чувашский Мелекес имелась ветряная мельница.
На 1910 год в деревне Старый Чувашский Мелекес имелось: водяная мельница, крахмальное заведение, мыловаренный завод.
В 1923 году деревня Чувашский Мелекесс вошла в состав города Мелекесс (с 1972 — Димитровград) как Чувашская улица, переименованная впоследствии в улицу Чапаева
Административно-территориальная принадлежность
В 1708 году деревня вошла в состав Синбирского уезда Казанской губернии.
С 1719 года в составе Синбирской провинции Астраханской губернии.
В 1728 году вернули в состав Синбирского уезда Казанской губернии.
С 1780 года деревня в составе Ставропольского уезда Симбирского наместничества.
С 1796 года в составе Ставропольского уезда Симбирской губернии.
С 1851 года в составе 2-го стана Ставропольского уезда Самарской губернии.
С 1860 года в составе Мулловской волости Ставропольского уезда Самарской губернии.
С 1919 года, ввиду разукрупнения Ставропольского уезда, деревня вошла в состав новообразованного Мелекесского уезда, посад Мелекесс стал городом, а деревня Чувашский Мелекесс в 1923 году вошла в его состав.

## Население
- На 1780 год в деревне жило 192 (рев. душ)[14];
- На 1859 год — в 19 дворах жило: 59 муж. и 72 жен.[15];
- На 1889 год — в 35 дворах жило: 35 (рев. душ), а обоего пола 69 человек[16];
- На 1900 год — в 44 дворах жило: 117 м. и 88 ж.[17];
- На 1910 год — в 111 дворах жило: 199 муж. и 196 жен.[18];